# Mordella konpira
Mordella konpira es una especie de coleóptero de la familia Mordellidae. También se denomina Mordella kanpira.

## Distribución geográfica
Habita en Japón.